# 獅頭毒鮋屬
獅頭毒鮋屬，為輻鰭魚綱鮋形目鮋亞目毒鮋科的其中一屬。

## 下属物种
- 獅頭毒鮋(Erosa erosa)：又稱達摩毒鮋、狮头鲉。

## 扩展阅读
維基物種上的相關：獅頭毒鮋屬